# Tenis stołowy na Igrzyskach Panamerykańskich 2023
Tenis stołowy na Igrzyskach Panamerykańskich 2023 odbywał się w dniach 29 października – 5 listopada 2023 roku w Centro de Entrenamiento Olímpico w Ñuñoa na przedmieściach Santiago. Osiemdziesięciu ośmiu zawodników obojga płci wyłonionych we wcześniejszych eliminacjach rywalizowało łącznie w siedmiu konkurencjach.

## Podsumowanie

### Klasyfikacja medalowa
| Klasyfikacja medalowa | Klasyfikacja medalowa | Klasyfikacja medalowa | Klasyfikacja medalowa | Klasyfikacja medalowa | Klasyfikacja medalowa |
| Miejsce               | Państwo               | Złoto                 | Srebro                | Brąz                  | Razem                 |
| --------------------- | --------------------- | --------------------- | --------------------- | --------------------- | --------------------- |
| 1                     | Brazylia              | 2                     | 4                     | 1                     | 7                     |
| 2                     | Kuba                  | 2                     | 1                     | 0                     | 3                     |
| 3                     | Stany Zjednoczone     | 2                     | 0                     | 2                     | 4                     |
| 4                     | Portoryko             | 1                     | 1                     | 1                     | 3                     |
| 5                     | Kanada                | 0                     | 1                     | 3                     | 4                     |
| 6                     | Chile                 | 0                     | 0                     | 4                     | 4                     |
| 7                     | Argentyna             | 0                     | 0                     | 2                     | 2                     |
| 8                     | Meksyk                | 0                     | 0                     | 1                     | 1                     |
| Razem                 | Razem                 | 7                     | 7                     | 14                    | 28                    |

### Medaliści
| Konkurencja    | 1. miejsce                                              | 2. miejsce                                               | 3. miejsce |
| -------------- | ------------------------------------------------------- | -------------------------------------------------------- | --- |
| Mikst          | Kuba · Daniela Fonseca · Jorge Campos                   | Brazylia · Bruna Takahashi · Vitor Ishiy                 | Chile · Paulina Vega · Nicolás Burgos Kanada · Eugene Wang · Zhang Mo                                                               |
| Mężczyźni      |                                                         |                                                          | |
| Gra pojedyncza | Hugo Calderano                                          | Andy Pereira                                             | Eugene Wang Marcos Madrid |
| Gra podwójna   | Kuba · Jorge Campos · Andy Pereira                      | Brazylia · Hugo Calderano · Vitor Ishiy                  | Argentyna · Horacio Cifuentes · Gastón Alto Chile · Gustavo Gómez · Nicolás Burgos                                                  |
| Drużynowo      | Brazylia · Hugo Calderano · Vitor Ishiy · Eric Jouti    | Kanada · Eugene Wang · Edward Ly · Siméon Martin         | Argentyna · Gastón Alto · Horacio Cifuentes · Santiago Lorenzo Stany Zjednoczone · Jishan Liang · Nandan Naresh · Siddhartha Naresh |
| Kobiety        |                                                         |                                                          | |
| Gra pojedyncza | Adriana Díaz                                            | Bruna Takahashi                                          | Zhang Mo Lily Zhang |
| Gra podwójna   | Stany Zjednoczone · Amy Wang · Rachel Sung              | Brazylia · Giulia Takahashi · Bruna Takahashi            | Chile · Paulina Vega · Daniela Gómez Portoryko · Adriana Díaz · Melanie Díaz                                                        |
| Drużynowo      | Stany Zjednoczone · Lily Zhang · Amy Wang · Rachel Sung | Portoryko · Adriana Diaz · Melanie Diaz · Brianna Burgos | Brazylia · Bruna Takahashi · Giulia Takahashi · Bruna Alexandre Chile · Paulina Vega · Daniela Ortega · Zhiying Zeng                |